# Moulvibazar (Distrikt)
Der Distrikt Moulvibazar (bengalisch মৌলভীবাজার জেলা, Maulabhībājār jelā) ist eine Verwaltungseinheit im Südosten der Division Sylhet in Bangladesch. Sitz der Distriktsverwaltung ist der Ort Moulvibazar. Der Distrikt hat 1.919.062 Einwohner (Volkszählung 2011).

## Geografie
Der 2799,40 km² große Distrikt liegt im Nordosten Bangladeschs. Er grenzt an die Distrikte Sylhet im Norden und Habiganj im Westen sowie die indischen Bundesstaaten Tripura im Süden und Assam im Westen.
Die wichtigsten Fließgewässer in Moulvibazar sind die Flüsse Manu, Dholoi und Juri. Bis auf wenige Hügel ist das Gebiet des Distrikts eine Tiefebene.

### Natur und Tierwelt
Die Vegetation entspricht derjenigen der Tieflandgebiete von Bengalen und Assam mit zahlreichen immergrünen Bäumen. Hinzu kommen Obstbäume, Palmen und Bananenstauden.
Zur Tierwelt gehören mehrere Hirscharten, Elefanten und Tiger. Wilde Elefanten und Tiger sind allerdings wegen der Abholzung und der stark steigenden Einwohnerzahl (Siedlungsdruck) selten geworden. Hinzu kommen zahlreiche Vogelarten, Fische, Reptilien, zahlreiche Schlangenarten und Amphibien.

### Klima
Die Temperaturen schwanken zwischen 13,6 und 33,2 °Celsius. Die durchschnittliche jährliche Regenmenge beträgt 3334 mm. Die durchschnittliche Luftfeuchtigkeit beträgt um die 70 %. In den Monaten von November bis März fällt wenig Regen. Juni, Juli und August sind die Monate mit dem meisten Regen.

## Geschichte
Im Mittelalter war es Teil verschiedener kleiner Königreiche, die teils buddhistisch, teils hinduistisch geprägt waren. Vom 13. Jahrhundert an versuchten muslimische Armeen die Gegend zu erobern, was im Jahr 1303 gelang. Es gehörte zuerst zum Sultanat von Delhi, später zum Sultanat von Bengalen und danach zum Mogulreich. Ab 1765 gehörte es zu Britisch-Indien als Teil der Dhaka-Division und ab 1874 zu Assam und dem Distrikt Sylhet. Der Subdistrikt entstand 1882 unter dem Namen South Sylhet. Von 1947 bis 1971 war der Distrikt Teil von Ost-Pakistan in der Republik Pakistan. Am 1. März 1984 wurde der bisherige Unterdistrikt Moulvibazar ein eigenständiger Distrikt.

## Bevölkerung

### Bevölkerungsentwicklung
Wie überall in Bangladesch wächst die Einwohnerzahl im Distrikt seit Jahrzehnten stark an. Dies verdeutlicht die folgende Tabelle:

### Altersstruktur
Wie überall in Bangladesch ist die Bevölkerung im Durchschnitt sehr jung. Das Durchschnittsalter lag bei der letzten Volkszählung 2011 bei 19,14 Jahren bei leicht steigender Tendenz.
Bei der Volkszählung im Jahr 2011 ergab sich folgende Altersstruktur:
| Alter                                            | 0–9 Jahre | 10–19 Jahre | 20–29 Jahre | 30–39 Jahre | 40–49 Jahre | 50–59 Jahre | 60–69 Jahre | 70–79 Jahre | 80 Jahre und mehr |
| Anzahl                                           | 482.929   | 430.709     | 324.608     | 244.681     | 185.081     | 113.075     | 76.176      | 39.793      | 22.010            |
| Anteil                                           | 25,16 %   | 22,44 %     | 16,91 %     | 12,75 %     | 9,64 %      | 5,89 %      | 3,97 %      | 2,07 %      | 1,15 %            |
| Quelle: Zila Moulvibazar, Tabelle P14, Seite 322 |           |             |             |             |             |             |             |             |                   |

### Bedeutende Orte
Einwohnerstärkste Ortschaft innerhalb des Distrikts ist der Distriktshauptort Moulvibazar. Weitere Städte (Town) sind Barlekha, Kamalganj, Kulaura und Srimangal (Sreemangal). Doch gibt es mit Juri und Rajnagar noch zwei weitere Orte ohne Stadtrecht mit mehr als 10000 Einwohnern. Die städtische Bevölkerung macht nur 10,84 Prozent der gesamten Bevölkerung aus. Die genannten Orte haben folgende Einwohnerzahlen:

## Verwaltung
Wenngleich Moulvibazar unter dem Namen South Sylhet bereits 1882 als administrative Untereinheit des Distriktes Sylhet (heute Division Sylhet) geschaffen wurde, erhielt er erst 1984 den Status eines selbstständigen nationalen Verwaltungsdistrikts. Moulvibazar ist in sieben Upazilas unterteilt:Barlekha, Juri, Kamalganj, Kulaura, Moulvibazar Sadar, Rajnagar und Srimangal. Innerhalb dieser Verwaltungsunterteilung gibt es fünf selbstverwaltende Städte (municipalities), 67 Union Parishads (Dorfräte) und 2015 Dörfer.

## Wirtschaft

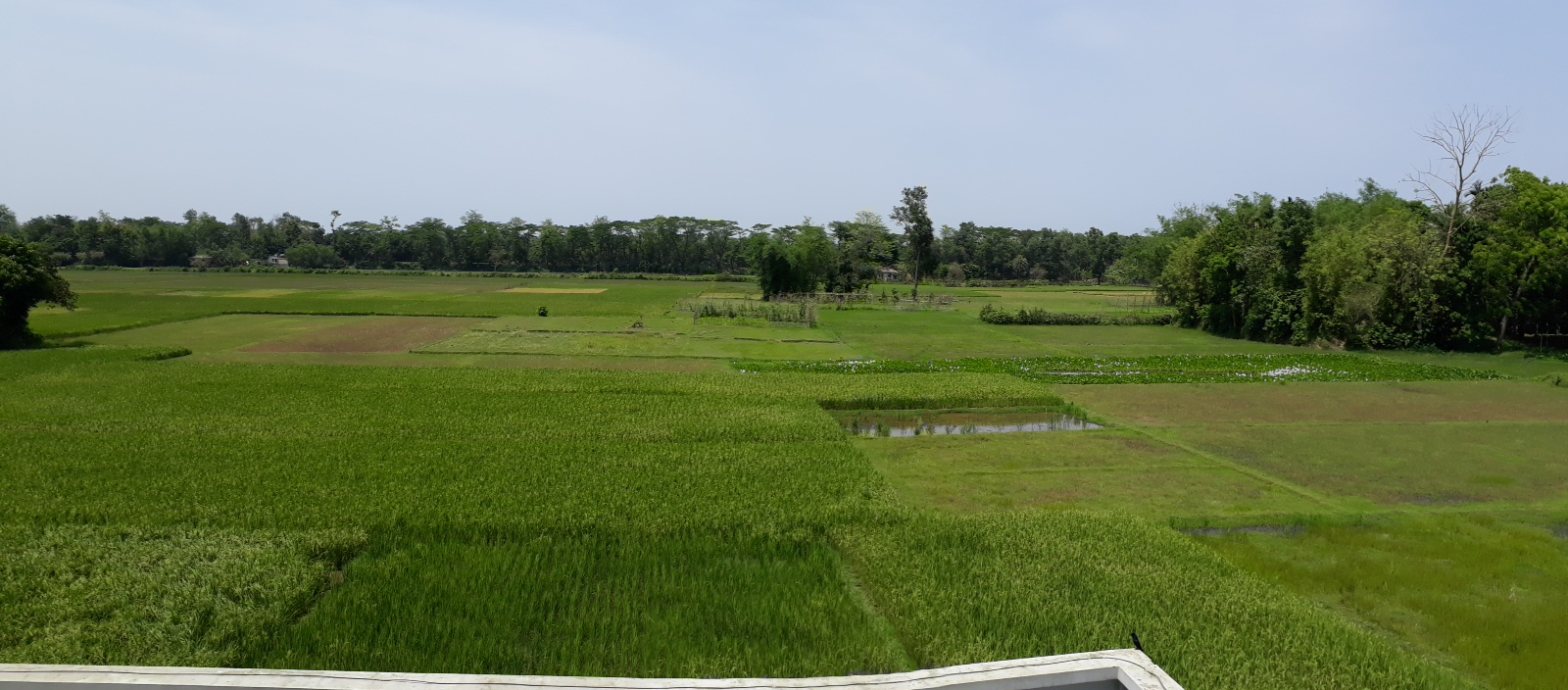
Landwirtschaftsflächen in Moulvibazar

Insgesamt gibt es (2011) 1.436.133 Personen, die älter als 10 Jahre alt sind. Von diesen sind 445.888 Personen in der Schule, 24.932 Menschen auf Arbeitssuche und 448.047 Menschen arbeiten in einem Haushalt. 517.266 Personen sind in einer bezahlten Erwerbstätigkeit. Davon arbeiten 256.166 (=49,5 Prozent) Personen in Landwirtschaft und Fischerei, 61.637 in der Industrie und 199.463 Menschen im Bereich Dienstleistungen.
Landwirtschaftliche Haupterzeugnisse sind Reis, Tee, Weizen, Hülsenfrüchte, Kartoffeln, Ölsamen und Gewürze. Als am meisten verbreiteten Obstsorten gelten Mangos, Jackfrucht, Bananen, Ananas, Litchis, Kokosnüsse und Brombeeren. Die Hauptexporterzeugnisse sind Reis, Tee, Betelnüsse und Bambus.